# Blood Sugar Sex Magik
Blood Sugar Sex Magik es el quinto álbum de estudio de la banda estadounidense de funk rock Red Hot Chili Peppers, lanzado el 24 de septiembre de 1991. Producido por Rick Rubin, fue la primera grabación de la banda lanzada por Warner Bros. Records. 
Los estilos musicales de Blood Sugar Sex Magik difieren notablemente de las técnicas empleadas en el álbum anterior de los Chili Peppers, Mother's Milk, y contiene un pequeño uso de riffs de guitarra de heavy metal. El disco incorporó insinuaciones sexuales, referencias a las drogas y a la muerte, y temas como la lujuria y la exuberancia.
Blood Sugar Sex Magik vendió más de siete millones de copias solo en los Estados Unidos e introdujo a los Chili Peppers a la popularidad mainstream y la aclamación de la crítica. Blood Sugar Sex Magik produjo varios sencillos de la banda, entre los cuales se incluyen «Give It Away», «Under the Bridge»,  «Suck My Kiss», «Breaking the Girl» e «If You Have to Ask». La grabación también marcó la salida del guitarrista John Frusciante en 1992, durante el tour de la banda, hasta su regreso en 1998. Blood Sugar Sex Magik fue elogiado como el fundador del rock alternativo en los años 1990, y Steve Huey de Allmusic comentó que la grabación fue «...probablemente el mejor álbum que los Chili Peppers podrán hacer».
El álbum fue dedicado al californiano Mike Watt, cantante, compositor y bajista de punk. Fue multiplatino en múltiples ocasiones, estuvo en las listas Billboard durante catorce meses y a partir de 1999 pasó a ser el segundo más vendido de la banda tras Californication.

## Antecedentes
En 1988, el guitarrista de la banda Hillel Slovak falleció por una sobredosis de heroína. El baterista Jack Irons se retiró consecuentemente, dejando al vocalista Anthony Kiedis y al bajista Flea en búsqueda de un nuevo guitarrista y baterista. Como un fan ávido de los Red Hot Chili Peppers, Frusciante expresó su interés en unirse a la banda, pero el antiguo guitarrista de P-Funk DeWayne "Blackbyrd" McKnight ya había sido elegido para reemplazar a Slovak. Cuando se decidió que no había química entre McKnight y el resto de la banda, este fue despedido. Durante ese tiempo, Frusciante estuvo cerca de convertirse en parte de Thelonious Monster, una banda de punk rock formada por Bob Forrest; sin embargo, Flea lo invitó a unirse a los Chili Peppers y este aceptó rápidamente. El baterista Chad Smith se unió a la banda dos semanas antes de la preproducción de Mother's Milk, tras distintas audiciones en abierto sin éxito. Mother's Milk se convertiría en el segundo álbum de la banda en ingresar en el Billboard 200, alcanzando el puesto 52. Aunque la grabación fue ligeramente exitosa, la producción se vio sobrecargada por Michael Beinhorn. Este convenció a Frusciante para tocar con un tono más pesado e inculcó a Kiedis para que escribiera letras que fuesen más viables para radio, provocando de esta manera que la banda se sintiera creativamente más restringida.
Como el contrato de los Chili Peppers con EMI estaba próximo a finalizar, estos comenzaron a buscar una nueva compañía discográfica para lanzar su siguiente álbum. El grupo llegó a un consenso con Sony BMG/Epic, con la condición de que estos compraran su último disco con EMI. Incluso aunque la discográfica prometió que tardaría solo unos pocos días, el proceso se demoró varios meses. Aunque ya se había realizado el acuerdo con Sony/Epic, Mo Ostin de Warner Bros. Records llamó a Kiedis para felicitarlo por el exitoso convenio y también felicitó a la compañía discográfica rival. Kiedis recuerda la situación: «La persona más genial y más auténtica que conocimos durante todas las negociaciones acababa de llamarme personalmente para animarme a hacer una exitosa grabación para una compañía rival. Ese era el tipo de individuo para el que quería estar trabajando». Kiedis llevó a cabo su idea, y finalmente abandonó el contrato con Sony para firmar con Warner Bros por 10 millones de dólares. Ostin llamó a un viejo amigo en EMI, que inmediatamente permitió el cambio de discográfica.

## Grabación y producción
Ya establecidos en Warner Bros. los Chili Peppers comenzaron a buscar un productor adecuado. Una persona en particular, Rick Rubin, se destacó debido a que tenía una mente más abierta, a diferencia de otros individuos con los que trabajaron en el pasado. Finalmente, la banda decidió que este sería la mejor elección como productor, y de esta manera lo contrataron para producir lo que se convertiría en Blood Sugar Sex Magik. A diferencia de los anteriores productores, Rubin fue alguien a quien los Chili Peppers consideraron confiable para pedirle consejos en tiempos difíciles. A menudo Rick ayudaría en los arreglos de batería, las melodías de guitarra y las letras.
La banda buscó grabar el álbum en un marco poco convencional, confiando en aumentar su rendimiento creativo. Rubin sugirió la mansión en la que alguna vez vivió el mago Harry Houdini, a lo que estos accedieron. Un equipo de sonido fue alquilado para montar un estudio de grabación, además de otro equipamiento requerido para la producción en la casa. La banda decidió que permanecerían dentro de la mansión durante toda la grabación, aunque Smith, convencido de que el lugar estaba embrujado, se negó a quedarse. Acordaron entonces que este iría cada día en motocicleta a la mansión. Frusciante, Kiedis y Flea tenían cada uno su propia habitación en cada extremo de la casa. Cuando no estaba grabando con la banda, Frusciante pasaba el tiempo pintando, escuchando música, leyendo y grabando canciones que había escrito. Debido al aislamiento, Kiedis terminó grabando todas las voces en su habitación, ya que era lo suficientemente grande como para acomodar el equipo de grabación.
Por más de treinta días, los Chili Peppers trabajaron dentro de la casa; Kiedis sintió que era un entorno cómodo y creativo, lo que le permitió completar el resto de las letras. Durante la producción, los Chili Peppers estuvieron de acuerdo en dejar al cuñado de Flea documentar el proceso creativo en una película. Cuando la grabación del álbum finalizó, los Chili Peppers lanzaron el documental titulado Funky Monks.

### Técnicas de grabación
Para la grabación de Blood Sugar Sex Magik, Rick Rubin empleó técnicas muy diferentes a las utilizadas en Mother's Milk, obteniendo como resultado estilos musicales extremadamente distintos, desde los duros bajos funk de «Funky Monks» y el sonido metálico de «Blood Sugar Sex Magik» hasta la fusión rap de «Give It Away» y la armonía melódica de «Under the Bridge».

## Escritura y composición
Blood Sugar Sex Magik fue escrito a un paso más rápido que los álbumes previos de la banda. Antes del traslado de los Chili Peppers a la mansión, Frusciante y Kiedis colaboraron en sus casas arreglando las estructuras de las canciones y los riffs de guitarra. Luego presentarían sus ideas a Flea y Smith, y la banda, en su totalidad, decidiría qué usarían para el bajo, la guitarra, las voces y la percusión.
Kiedis se centró líricamente en referencias e insinuaciones sexuales que pasaban constantemente por su mente. Canciones como «Suck My Kiss», «If You Have to Ask», «Sir Psycho Sexy», «Give It Away» y «Blood Sugar Sex Magik» contuvieron varios enlaces sexuales, con letras como «Un estado de luz sexual / Besando su virginidad / Mi afinidad"»y «Euforia gloriosa / Es mi necesidad / Shock erótico / Es una función de lujuria.» El concepto detrás de «The Greeting Song» fue una petición de Rubin, que pidió a Kiedis que escribiese una canción únicamente sobre chicas y autos. Aunque a Kiedis no le gustó el concepto, este escribió la canción que Rubin le pidió, pero terminó odiando casi todos los aspectos de la letra.
Kiedis también comenzó a escribir sobre la angustia, y los pensamientos de automutilación que experimentaría como resultado de su adicción a la heroína y las anfetaminas; creyó que su vida había llegado al punto más bajo debajo de un puente en el centro de LA. Tras un mes, Rubin tropezó con un poema que se convertiría en la letra de «Under the Bridge», y sugirió a Kiedis mostrárselo al resto de la banda. Sin embargo, Kiedis estaba tímido debido a que creía que la letra era «muy blanda» y diferente al estilo de la banda. Tras cantarle el verso a Frusciante, comenzaron a estructurar la canción al día siguiente. Los dos trabajaron por varias horas arreglando acordes y melodías hasta que ambos acordaron que estaba completa.
Kiedis sintió que el álbum expandiría los horizontes musicales de los Chili Peppers, debido a que era distinto al material previo. Una de las canciones más melódicas de Blood Sugar Sex Magik, «Breaking the Girl», trataba del constante cambio de pareja de Kiedis. Este temía estar siguiendo los pasos de su padre y convertirse simplemente en un mujeriego, en vez de estar estableciendo relaciones definitivas y de largo plazo: «Puede ser excitante y temporalmente satisfactorio este constante flujo de interesantes y hermosas chicas, pero al final del día, esa mierda se va y quedas abandonado». En el medio de la canción, también, hay un puente compuesto de instrumentos de percusión rescatados de un basurero.
Aunque las sesiones de improvisación fueron siempre un aspecto integral de la creación de canciones para los Chili Peppers, Blood Sugar Sex Magik tuvo canciones que fueron creadas con mayor estructura. En una sesión de improvisación en especial surgiría la canción más destacada del álbum: Frusciante, Flea y Smith estaban tocando juntos mientras Kiedis los observaba desde otra parte de la habitación cuando «Flea comenzó a tocar esa loca línea de bajo, y Chad lo siguió de forma demente... Yo siempre tuve ideas de fragmentos de canciones e incluso frases aisladas en mi mente. Tomé el micrófono y canté a grito 'Give it away, give it away, give it away, give it away now'» La filosofía detrás de la letra tiene su origen en una conversación que Kiedis mantuvo con Nina Hagen respecto al altruismo y a lo insignificante que eran en su vida las posesiones materiales. De esta manera nació la canción «Give It Away». También recordó al difunto guitarrista Hillel Slovak, componiendo «My Lovely Man» en su memoria. Kiedis escribió «Sir Psycho Sexy» como una versión entusiasta y demasiado exagerada de él mismo; una figura que podría conseguir cualquier mujer, y hacerle lo que quisiera para complacerse. «The Power of Equality» evoca temas como igualitarismo, prejuicio y racismo.

## Promoción y lanzamiento
Blood Sugar Sex Magik fue lanzado el 24 de septiembre de 1991. Fue certificado «oro» el 26 de noviembre de 1991, a solo dos meses de su lanzamiento, y posteriormente recibió la certificación «multiplatino» el 1 de abril de 1992. Desde ese momento fue multiplatino cinco veces en los Estados Unidos. El álbum alcanzó el puesto tres del Billboard 200. Como sencillo, mientras que «Under the Bridge» alcanzó el puesto dos del Billboard Hot 100, «Give It Away» alcanzó el puesto nueve del Top 40 británico. Sin embargo, tras su lanzamiento inicial, «Give It Away» fue rechazada por la estación de radio que le interesaba a Warner, diciéndole a la banda que «vuelvan cuando tengan una melodía en su canción». Sin embargo, KROQ (de Los Ángeles) comenzó a pasar la canción varias veces al día, y eso, de acuerdo a Kiedis, «fue el comienzo de la infusión de 'Give It Away' en la conciencia de las masas».
Para promover el disco en Europa, Kiedis y Frusciante acordaron que harían la gira. Sin embargo, fue difícil para Frusciante adaptarse a la vida fuera de la mansión, tras estar casi aislado por alrededor de treinta días. Kiedis recordaba la situación: «Él tenía tal flujo de creatividad mientras estábamos haciendo el álbum que creo que no sabía cómo vivir la vida en tándem». También fue durante este período cuando Frusciante comenzó a experimentar con la heroína comprometiendo además su estabilidad mental. La gira promocional por Europa fue muy dura para Frusciante, que decidió regresar a casa cuando junto a Kiedis llegó a Londres.

## Recepción de la crítica
Blood Sugar Sex Magik fue bien recibido por los críticos, que elogiaron a los Chili Peppers por no abrumar al oyente con riffs de guitarra de heavy metal, a diferencia de su anterior álbum. Tom Moon de la Rolling Stone apoyó el cambio de estilo de Rick Rubin; Rubin "[cambió] la dinámica de los Chilis". Llegó a elogiar el sonido afirmando que «el ritmo mostraba una curiosidad creciente sobre la textura y matiz de estudio». Steve Huey de Allmusic dijo que el álbum era «El mejor álbum de los Red Hot Chili Peppers... La guitarra de John Frusciante es menos abrumadoramente ruidosa, permitiendo diferentes texturas y líneas más claras, mientras la banda está más concentrada y menos tolerante». Afirmó que Blood Sugar «varía... Expande el rango musical y emocional del grupo». Devon Powters de PopMatters dijo que «en un desanimado, jodido y diabólico descenso en picada, Blood Sugar Sex Magik reconfiguró mi relación con la música, conmigo mismo, con mi cultura e identidad, con mi raza y clase». El crítico musical Robert Christgau le dio al disco la mención de dos estrellas, una de sus clasificaciones más altas. Blood Sugar también fue considerado un álbum influyente, durante los años 1990, convirtiéndose en uno de los fundadores del rock alternativo.
«Under the Bridge», que se convirtió en el corte de difusión de la banda, fue considerada la canción más destacada del álbum por varios críticos. All Music Guide criticó individualmente a la canción y la llamó un «...sentimiento conmovedor... Es evidente la guitarra que aparece en el verso introductorio, y el sentido de fragilidad que solo es doblado por el crescendo coral del inmóvil downtempo», se «...ha convertido en una parte integral de la escena alternativa de los años 1990, y permanece como uno de los diamantes más puros de los que brillan entre los ricos abismos del funk que dominaron la obra de los Peppers». Sin embargo, Entertainment Weekly criticó la seriedad que exploraron los Red Hot Chili Peppers al ser «desaprobados del usual número de la banda», y dijo que «Under the Bridge» tuvo "toques fancy-shmancy". La canción terminó en el puesto 2 del Billboard Hot 100 en abril de 1992. "«Give It Away» también fue elogiada, aunque como «...una mezcla de asociación libre de vibras positivas, tributos a héroes musicales y amor libre», con Frusciante «...agregando a la canción dos impredecibles cambios de velocidad: un gran contraste con la hiperactividad de Kiedis a través de un lánguido solo pregrabado y doblado hacia atrás sobre el ritmo de la canción, y un riff de rock pesado que no aparece hasta el outro de la canción...» Sin embargo, canciones como «Sir Psycho Sexy» fueron criticadas por ser demasiado explícitas. Devon Powters de Pop Matters dijo que «ocho minutos de Sir Psycho Sexy convertirán a los jóvenes oyentes de los RHCP en temblorosas masas de gelatina hormonal. En Apache Rose Peacock aparecen líneas obsesionadas con el sexo; Blood Sugar Sex Magik, simplemente, suena como estar follando. Incluso las vírgenes más puras salen de Blood Sugar Sex Magik con cierto grado de madurez sexual; incluso el jugador más hábil puede aprender un par de movimientos nuevos».
Años después, Blood Sugar se ubicó en lo alto de las listas de «Los Mejores», especialmente en aquellas pertenecientes a los años 1990. Spin Magazine ubicó al álbum en el puesto 58 de sus «Primeros 90 álbumes de los 1990s», y en el puesto 11 en una lista similar recopilada por Pause & Play. Guitarist Magazine situó el álbum en el décimo puesto en su "101 álbumes de guitarra más esenciales". Blood Sugar Sex Magik también estuvo en el puesto 310 de los «500 mejores álbumes de todos los tiempos» de la Rolling Stone.

## TourBlood Sugar Sex Magiky salida de Frusciante
Antes de que comenzara la gira Blood Sugar Sex Magik, Kiedis vio el video musical «Rhinoceros» de The Smashing Pumpkins en la MTV. Tras esto llamó al mánager de la banda y pidió que incluyera a The Smashing Pumpkins en la gira. Varios días después de que los Pumpkins confirmaran que acompañarían a los Chili Peppers, Jack Irons llamó y le pidió permiso a la banda para que Pearl Jam, el nuevo grupo de su amigo, pudiera unirse a la gira norteamericana. El primer show tras del lanzamiento de Blood Sugar fue en el Oscar Meyer Theater en Madison, Wisconsin. Blood Sugar Sex Magik comenzó a sonar mucho más en la radio y a vender masivamente a mitad de su tour por Estados Unidos. Frusciante, que prefería que los Chili Peppers permanecieran en la escena musical underground, comenzó a tener un estado de negación y depresión. Según Kiedis, «él comenzó a perder todos los aspectos maníacos, despreocupados y divertidos de su personalidad. Incluso en el escenario, había una energía mucho más seria en él». Lentamente, Frusciante se fue alejando de la banda y comenzó a guardarle rencor a sus compañeros. Éste sentía vergüenza por la reciente popularidad de la banda.
La tensión en el escenario comenzó a crecer entre Kiedis y Frusciante. Kiedis recuerda una discusión tras un show en Nueva Orleans: «Teníamos las localidades agotadas y John se mantuvo en un rincón, apenas tocando su guitarra. Salimos del escenario y John y yo comenzamos a discutir». Con los Peppers haciendo shows tanto en estadios como en teatros los organizadores del tour decidieron que Pearl Jam deberían ser reemplazados por un grupo más exitoso. Kiedis contactó con el baterista de Nirvana, Dave Grohl, y le preguntó si Nirvana podría reemplazar a Pearl Jam en la gira, oferta que Grohl aceptó. Sin embargo, Billy Corgan de The Smashing Pumpkins se negó a tocar con Nirvana ya que había salido anteriormente con Courtney Love, esposa del líder, Kurt Cobain. Por lo tanto, los Pumpkins abandonaron la gira por lo cual Pearl Jam volvió a ser llamado para reemplazarlos. Su primer show con Nirvana fue en el L.A. Sports Arena. Kiedis definió su actuación como «de pura energía; su musicalidad, su selección de canciones, eran como una sierra cortando una cadena durante la noche». Cuando los Red Hot Chili Peppers finalizaron el tour con Nirvana viajaron a Europa, donde Frusciante, con la necesidad de conectar con alguien, llevó a su novia Toni Oswald. Kiedis dijo que «John rompió nuestra regla no escrita de no esposas o novias en el camino». Interrumpiendo brevemente el tour por Europa, los Chili Peppers volaron a la ciudad de Nueva York y actuaron en un episodio de Saturday Night Live. Los Peppers tocaron «Under the Bridge» como segundo número; interpretación que Kiedis sintió que fue saboteada por Frusciante:

[Frusciante] estaba practicando como si estuviésemos ensayando la melodía. Bueno, pues no lo estábamos. Estábamos en TV, en vivo, frente a millones de personas y fue una tortura. Comencé a cantar en el que pensé era el tono en el que él estaba tocando. Sentí que estaba siendo apuñalado por la espalda y exprimido en frente de toda América mientras este tipo estaba fuera en un rincón, tocando algún desentonado experimento.

La banda tuvo una pausa de dos semanas, que comenzó en mayo de 1992, con un pie en Europa y otro en el tour de Japón, debido a que Frusciante se negó a entrar en escena, argumentando que abandonaba la banda. Tras media hora de persuasión, Frusciante acordó tocar en el show, aunque afirmó que este sería el último. Kiedis recuerda la situación: «Fue el peor show que hicimos. Cualquier nota, cualquier palabra, dolía, al saber que no seríamos más una banda. Seguía observando a John y veía esa fallecida estatua de desdén... Y esa noche, John desapareció del mundo patas arriba de los Red Hot Chili Peppers». La banda contrató al guitarrista Arik Marshall para completar el resto del tour, que incluyó Lollapalooza y otros festivales europeos. Sin embargo, Marshall fue despedido al final del tour.

## Diseño gráfico
Todas las fotografías, pinturas y dirección artística de Blood Sugar Sex Magik fue atribuida al director de cine Gus Van Sant. La tapa del álbum muestra las caras de los cuatro miembros de la banda ubicadas alrededor de una rosa. Las letras están impresas en letras blancas en un fondo negro, escritas a mano por Kiedis. El folleto del álbum también contiene un collage de fotos montadas que resaltan los diversos tatuajes de los miembros de la banda, entre los cuales se incluyen caras de líderes de tribus indias americanas; animales y criaturas del mar; así como varios símbolos y frases. También se incluyen fotografías de cada miembro de la banda y dos fotografías de la banda en su totalidad.
La presentación de los sencillos tiene muy poco en común con el diseño gráfico de Blood Sugar. La cubierta de «Give It Away» es una pintura de una bebé china, rodeada de vegetales, frutas y sushi. «Under the Bridge» es una foto del contorno de una ciudad, y un puente centrado en el medio. «Suck My Kiss» tiene una fotografía en blanco y negro de la banda, en la que Kiedis y Flea están sosteniendo un gran pez. «Breaking the Girl» muestra una pintura de un ser humano cubierto de magma.

## Reconocimientos
La información respecto a los reconocimientos atribuidos a Blood Sugar Sex Magik está adaptada en parte a Acclaimed Music.
| Publicación               | País           | Elogio                                                               | Año  | Posición |
| ------------------------- | -------------- | -------------------------------------------------------------------- | ---- | -------- |
| Pause & Play              | Estados Unidos | «Los primeros 100 álbumes de los 1990s»                              | 1999 | 11       |
| Rolling Stone             | Estados Unidos | 'Los 500 mejores álbumes de todos los tiempos'                       | 2003 | 310      |
| Spin                      | Estados Unidos | «Los primeros 90 álbumes de los 1990s»                               | 1999 | 58       |
| Q                         | Reino Unido    | «90 álbumes de los 1990s»                                            | 1999 | 58       |
| Guitarist Magazine        | Reino Unido    | «Los 101 álbumes de guitarra más esenciales»                         | 2000 | 11       |
| Guitar World              | Estados Unidos | «Los 100 álbumes de guitarra más grandes de todos los tiempos»       | 2006 | 18       |
| My Favourite Album        | Australia      | «Los álbumes favoritos de Australia de todos los tiempos»            | 2006 | 8        |
| Salón de la Fama del Rock | Estados Unidos | «Los definitivos 200: Los primeros 200 álbumes de todos los tiempos» | 2007 | 88       |

## Lista de canciones
Todas las canciones han sido escritas por los Red Hot Chili Peppers a menos que se indique otro autor.
| #  | Canción                            | Duración |
| -- | ---------------------------------- | -------- |
| 1  | «The Power of Equality»            | 4:04     |
| 2  | «If You Have to Ask»               | 3:37     |
| 3  | «Breaking the Girl»                | 4:55     |
| 4  | «Funky Monks»                      | 5:23     |
| 5  | «Suck My Kiss»                     | 3:37     |
| 6  | «I Could Have Lied»                | 4:04     |
| 7  | «Mellowship Slinky in B Major»     | 4:00     |
| 8  | «The Righteous & the Wicked»       | 4:08     |
| 9  | «Give It Away»                     | 4:43     |
| 10 | «Blood Sugar Sex Magik»            | 4:31     |
| 11 | «Under the Bridge»                 | 4:27     |
| 12 | «Naked in the Rain»                | 4:26     |
| 13 | «Apache Rose Peacock»              | 4:42     |
| 14 | «The Greeting Song»                | 3:14     |
| 15 | «My Lovely Man»                    | 4:39     |
| 16 | «Sir Psycho Sexy»                  | 8:17     |
| 17 | «They're Red Hot» (Robert Johnson) | 1:11     |

1. 1 2 3 4 5  Editado también como sencillo.

### Caras B y canciones no incluidas
| Canción                                           | Duración | Cara B de                                                                                                  |
| ------------------------------------------------- | -------- | --- |
| «Search and Destroy» (Iggy Pop, James Williamson) | 3:34     | «Give It Away», «Under the Bridge» y «Suck My Kiss» - Aparece en The Beavis and Butt-head Experience       |
| «Soul to Squeeze»                                 | 4:50     | «Give It Away» y «Under the Bridge» - Lanzado como sencillo para la banda sonora de la película Coneheads. |
| «Sikamikanico»                                    | 3:23     | «Under the Bridge» - Aparece en la banda sonora de la película Wayne's World.                              |
| «Fela's Cock»                                     | 5:10     | «Suck My Kiss», «Breaking the Girl» y «Under the Bridge»                                                   |
| «Castles Made of Sand» (Jimi Hendrix)             | 3:18     | «Canciones extra de la versión de iTunes del álbum»                                                        |
| «Little Miss Lover» (Jimi Hendrix)                | 2:38     | «Canciones extra de la versión de iTunes del álbum»                                                        |

## Personal
| Músicos | Músicos |  | Ingeniería y masterización |  |  | Producción y otros |
| - Voz - Anthony Kiedis - John Frusciante - Guitarra y coros - John Frusciante - Bajo y coros - Michael «Flea» Balzary - Batería y percusión - Chad Smith - Teclado y melotrón - Brendan O'Brien - Arpa judía - Peter Weiss |         |  | Ingeniería de sonido principal - Brendan O'Brien Masterización - Howie Weinberg \| 1. ↑ En «Breaking the Girl» y «Sir Psycho Sexy» 2. ↑ En «Give It Away» \| |  |  | - Productor - Rick Rubin - Fotografía - Gus Van Sant - Dirección artística - Henk Schiffmacher - Mezclado - Chris Holmes |
| 1. 2. |         |  | |  |  | |

## Posiciones en las listas de éxitos

### Álbum
| Lista de éxitos  | Posición |
| ---------------- | -------- |
| Billboard 200    | 3        |
| Top 40 británico | 5        |
| Top 60 sueco     | 26       |
| Austria          | 17       |
| Francia          | 71       |
| Finlandia        | 16       |
| Noruega          | 5        |
| Suiza            | 10       |

### Sencillos
| Año  | Canción             | Lista de éxitos        | Posición |
| ---- | ------------------- | ---------------------- | -------- |
| 1991 | «Give It Away»      | Modern Rock Tracks     | 1        |
| 1991 | «Give It Away»      | Billboard Hot 100      | 73       |
| 1992 | «Under the Bridge»  | Billboard Hot 100      | 2        |
| 1992 | «Under the Bridge»  | Mainstream Rock Tracks | 2        |
| 1992 | «Under the Bridge»  | Modern Rock Tracks     | 6        |
| 1992 | «Breaking the Girl» | Mainstream Rock Tracks | 15       |
| 1992 | «Breaking the Girl» | Modern Rock Tracks     | 19       |
| 1992 | «Suck My Kiss»      | Modern Rock Tracks     | 15       |